# Aequo pulsat pede
Aequo pulsat pede és una locució llatina que significa "Trepitja amb igual peu". Aquestes paraules estan preses de la sentència que Horaci posa en una de les seves odes (I, 4), en què diu: Pallida mors aequo pulsat pede pauperum tabernas regumque turris (la mort pàl·lida trepitja amb igual peu les barraques dels pobres i els palaus dels reis). O com escriu Iriarte, "La mort amb peus iguals mesura la barraca de palla i els palaus reials".